# Hebeloma
Hebeloma (Fr.) P. Kumm., Führer für Pilzfreunde (Zwickau): 22, 80 (1871) è un genere di funghi con le seguenti caratteristiche.

## Descrizione del genere

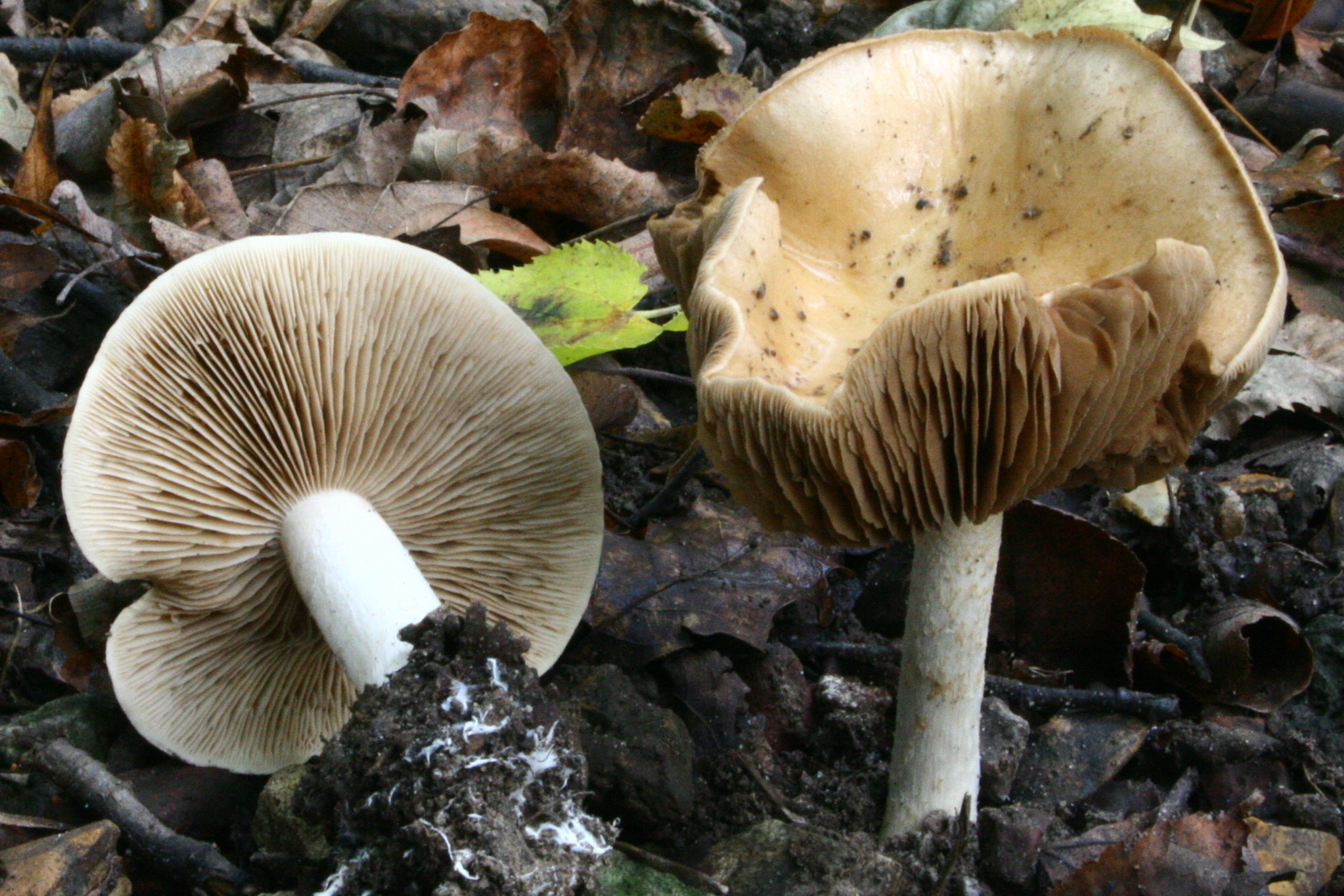
Hebeloma crustuliniforme

### Cappello
Carnoso, confluente col gambo con margine incurvato da giovane.

### Lamelle
Fitte, sinuose, color bianco sporco oppure ocra.

### Gambo e Velo
Fibrilloso, sodo. Velo fugace o persistente in anello.

### Spore
Ocracee oppure bruno-ferruginee in massa, ovoidali, verrucose, senza veri cistidi.

### Commestibilità delle specie
Trascurabile. Molte le specie non eduli, alcune velenose (es. H. sinapizans), poche quelle commestibili che tra l'altro sono di qualità mediocre.

## Specie diHebeloma
La specie tipo è Hebeloma fastibile (Pers.) P. Kumm. [as 'fastibilis'] (1871), altre specie sono:

### Lettere A - E
- Hebeloma aberrans Singer (1949)
- Hebeloma aeruginosum Murrill
- Hebeloma aestivale J.H. Petersen & Vesterh. (1990)
- Hebeloma aestivale Vesterh. (1995)
- Hebeloma affine A.H. Sm., V.S. Evenson & Mitchel (1983)
- Hebeloma agglutinatum A.H. Sm., V.S. Evenson & Mitchel (1983)
- Hebeloma aggregatum A.H. Sm., V.S. Evenson & Mitchel (1983)
- Hebeloma alabamense Murrill
- Hebeloma alachuanum Murrill (1942)
- Hebeloma albidocortinatum (Britzelm.) Sacc. & P. Syd. (1899)
- Hebeloma albidulum Peck
- Hebeloma albocolossum M.M. Moser (1986)
- Hebeloma albomarginatum Hesler (1977)
- Hebeloma album Peck (1900)
- Hebeloma alpinicola A.H. Sm., V.S. Evenson & Mitchel (1983)
- Hebeloma alpinum (J. Favre) Bruchet (1970)
- Hebeloma alvarense Vesterh. & Vauras (2004)
- Hebeloma amarellum A.H. Sm., V.S. Evenson & Mitchel (1983)
- Hebeloma aminophilum R.N. Hilton & O.K. Mill. (1987)
- Hebeloma ammophilum Bohus (1978)
- Hebeloma angelesiense A.H. Sm., V.S. Evenson & Mitchel (1983)
- Hebeloma angustifolium (Britzelm.) Sacc. (1894)
- Hebeloma angustifolium A.H. Sm., V.S. Evenson & Mitchel (1983)
- Hebeloma angustifolium Romagn. (1983)
- Hebeloma angustispermum A. Pearson (1951)
- Hebeloma angustisporium Hesler (1977)
- Hebeloma anthracophilum Maire (1910)
- Hebeloma apolectum (Britzelm.) Sacc. (1887)
- Hebeloma appendiculatum Murrill
- Hebeloma aprile Romagn. (1983)
- Hebeloma araneosa Burds. (1986)
- Hebeloma arenicolor (Cooke & Massee) Sacc. (1891)
- Hebeloma arenosum Burds., Macfall & M.A. Albers (1986)
- Hebeloma argentinum Speg. (1898)
- Hebeloma asperulatum Hesler (1977)
- Hebeloma atrifulvifolium Murrill (1946)
- Hebeloma atrobrunneum Vesterh. (1989)
- Hebeloma atrosanguineum Massee & Rodway (1900)
- Hebeloma aurantiellum A.H. Sm., V.S. Evenson & Mitchel (1983)
- Hebeloma australe Murrill (1945)
- Hebeloma austroamericanum (Speg.) Sacc. (1887)
- Hebeloma avellaneum Kauffman (1933)
- Hebeloma bakeri Earle
- Hebeloma barrowsii A.H. Sm., V.S. Evenson & Mitchel (1983)
- Hebeloma bicoloratum A.H. Sm., V.S. Evenson & Mitchel (1983)
- Hebeloma birrum (Fr.) Gillet (1979)
- Hebeloma birrum var. birrum (Fr.) Gillet (1979)
- Hebeloma birrum var. odoratulum Bohus (1991)
- Hebeloma boulderense A.H. Sm., V.S. Evenson & Mitchel (1983)
- Hebeloma broadwayi Murrill (1912)
- Hebeloma bruchetii Bon (1986)
- Hebeloma brunneifolium Hesler (1977)
- Hebeloma brunneodiscum A.H. Sm., V.S. Evenson & Mitchel (1983)
- Hebeloma brunneomaculatum A.H. Sm., V.S. Evenson & Mitchel (1983)
- Hebeloma bryogenes Vesterh. (1993)
- Hebeloma bulbiferum Maire (1937)
- Hebeloma bulbosum Fayod (1893)
- Hebeloma bulbosum Romagn. (1983)
- Hebeloma busporus E.H.L. Krause (1928)
- Hebeloma caespitosum Velen. (1920)
- Hebeloma californicum Murrill
- Hebeloma calvinii Hesler & A.H. Sm. (1984)
- Hebeloma calyptrosporum Gröger (1970)
- Hebeloma candidipes Bruchet (1970)
- Hebeloma capniocephalus (Bull.) Fr.
- Hebeloma catervarium Lév.
- Hebeloma caulocystidiosum Hesler (1977)
- Hebeloma cavipes Huijsman (1961)
- Hebeloma chapmaniae A.H. Sm., V.S. Evenson & Mitchel (1983)
- Hebeloma chlorophyllum Speg. (1926)
- Hebeloma cinchonense Murrill (1912)
- Hebeloma cinereostipes A.H. Sm., V.S. Evenson & Mitchel (1983)
- Hebeloma cinereum Velen. (1920)
- Hebeloma circinans (Quél.) Sacc. (1891)
- Hebeloma cistophilum Maire (1928)
- Hebeloma claviceps (Fr.) Quél.
- Hebeloma claviceps f. claviceps (Fr.) Quél.
- Hebeloma claviceps f. nigrescens Killerm. (1925)
- Hebeloma clavuligerum (Romagn.) P. Collin (1988)
- Hebeloma clavulipes Romagn. (1965)
- Hebeloma clavulipes var. clavulipes Romagn. (1965)
- Hebeloma clavulipes var. hygrophanicum Bon (1994)
- Hebeloma coarctatum (Cooke & Massee) Pegler (1965)
- Hebeloma collariatum Bruchet (1970)
- Hebeloma colossus Huijsman (1961)
- Hebeloma colvini Peck
- Hebeloma coniferarum A.H. Sm., V.S. Evenson & Mitchel (1983)
- Hebeloma coprophilum Rick (1907)
- Hebeloma corrugatum A.H. Sm., V.S. Evenson & Mitchel (1983)
- Hebeloma cortinarioides E.H.L. Krause (1928)
- Hebeloma crassipes Rick (1961)
- Hebeloma cremeopallidum (Esteve-Rav. & Heykoop) Esteve-Rav. & Heykoop (1997)
- Hebeloma cremeum Murrill
- Hebeloma crustuliniforme (Bull.) Quél. (1872)
- Hebeloma cubense Murrill (1924)
- Hebeloma cylindrosporum Romagn. (1965)
- Hebeloma dasypus (Romagn.) Singer (1951)
- Hebeloma deflectens P. Karst.
- Hebeloma diffractum (Fr.) Gillet (1874)
- Hebeloma dissiliens A.H. Sm., V.S. Evenson & Mitchel (1983)
- Hebeloma dryophilum Murrill
- Hebeloma dunense L. Corb. & R. Heim (1929)
- Hebeloma duracinoides Bidaud & Fillion (1991)
- Hebeloma earlei Murrill
- Hebeloma eburneum Malençon (1970)
- Hebeloma edurum Métrod (1946)
- Hebeloma edurum Métrod ex Bon (1985)
- Hebeloma elatellum (P. Karst.) Sacc. (1887)
- Hebeloma elatum (Batsch) Berk. & Broome
- Hebeloma ellipsoideosporium Hesler (1977)
- Hebeloma erumpens Contu (1989)
- Hebeloma erumpens Contu (1993)
- Hebeloma erysibodes Mont.
- Hebeloma evensoniae A.H. Sm. & Mitchel (1983)
- Hebeloma exalbidium (Britzelm.) Sacc. (1894)
- Hebeloma excedens Peck
- Hebeloma exiguifolium Murrill

### Lettere F - L
- Hebeloma farinaceum Murrill
- Hebeloma favrei Romagn. & Quadr. (1985)
- Hebeloma felipponei Speg. (1926)
- Hebeloma felleum A.H. Sm., V.S. Evenson & Mitchel (1983)
- Hebeloma fimicola S. Imai (1938)
- Hebeloma firmum (Pers.) Fr. (1887)
- Hebeloma flaccidum A.H. Sm., V.S. Evenson & Mitchel (1983)
- Hebeloma flavescens Rick (1930)
- Hebeloma flavum Clem. (1896)
- Hebeloma flexuosipes Peck
- Hebeloma floridanum Murrill (1940)
- Hebeloma floridanum Murrill (1945)
- Hebeloma foedatum Peck (1895)
- Hebeloma fragilipes Romagn. (1965)
- Hebeloma fragilius Peck
- Hebeloma fragrans A.H. Sm., V.S. Evenson & Mitchel (1983)
- Hebeloma fragrans var. fragrans A.H. Sm., V.S. Evenson & Mitchel (1983)
- Hebeloma fragrans var. intermedium A.H. Sm., V.S. Evenson & Mitchel (1983)
- Hebeloma fragrantissimum Velen. (1920)
- Hebeloma frenchii McAlpine (1899)
- Hebeloma fuscodiscum (Peck) Sacc. (1887)
- Hebeloma fuscostipes A.H. Sm., V.S. Evenson & Mitchel (1983)
- Hebeloma fusiformiradicatum (Britzelm.) Sacc. & P. Syd. (1899)
- Hebeloma fusipes Bres. (1892)
- Hebeloma fusisporum Gröger & Zschiesch. (1981)
- Hebeloma gigaspermum Gröger & Zschiesch. (1981)
- Hebeloma gigasporum (Cooke & Massee) Sacc. (1891)
- Hebeloma glabrescens A.H. Sm., V.S. Evenson & Mitchel (1983)
- Hebeloma gomezii Singer (1983)
- Hebeloma gregariiforme Murrill
- Hebeloma gregarium Peck (1896)
- Hebeloma griseocanescens A.H. Sm., V.S. Evenson & Mitchel (1983)
- Hebeloma griseocanum A.H. Sm., V.S. Evenson & Mitchel (1983)
- Hebeloma griseoscabrosum (Peck) Sacc.
- Hebeloma griseovelatum A.H. Sm., V.S. Evenson & Mitchel (1983)
- Hebeloma griseum Cooke & Massee
- Hebeloma griseum McAlpine (1895)
- Hebeloma harperi Murrill
- Hebeloma helodes J. Favre (1948)
- Hebeloma helvolescens S. Imai (1938)
- Hebeloma hesleri A.H. Sm., V.S. Evenson & Mitchel (1983)
- Hebeloma hetieri Boud. (1917)
- Hebeloma hiemale Bres. (1892)
- Hebeloma holophaeum (Fr.) anon.
- Hebeloma hortense Burt
- Hebeloma horticola G.H. Otth
- Hebeloma humile Rick (1961)
- Hebeloma humosum S. Imai (1938)
- Hebeloma hydrocybeoides A.H. Sm., V.S. Evenson & Mitchel (1983)
- Hebeloma idahoense A.H. Sm., V.S. Evenson & Mitchel (1983)
- Hebeloma igneum Rick (1938)
- Hebeloma ignobile Berk.
- Hebeloma illicitum (Peck) Sacc. (1887)
- Hebeloma immutabile A.H. Sm., V.S. Evenson & Mitchel (1983)
- Hebeloma incarnatulum A.H. Sm. (1984)
- Hebeloma indecisum A.H. Sm., V.S. Evenson & Mitchel (1983)
- Hebeloma ingratum Bruchet (1970)
- Hebeloma insigne A.H. Sm., V.S. Evenson & Mitchel (1983)
- Hebeloma ischnostylum (Cooke) Sacc. (1887)
- Hebeloma juneauense A.H. Sm., V.S. Evenson & Mitchel (1983)
- Hebeloma kalmicola Murrill
- Hebeloma kammala Grgur. (1997)
- Hebeloma kanouseae A.H. Sm., V.S. Evenson & Mitchel (1983)
- Hebeloma kauffmanii A.H. Sm., V.S. Evenson & Mitchel (1983)
- Hebeloma kelloggense A.H. Sm., V.S. Evenson & Mitchel (1983)
- Hebeloma kemptoniae A.H. Sm., V.S. Evenson & Mitchel (1983)
- Hebeloma khogianum Bresinsky (2001)
- Hebeloma kirtonii Kalchbr.
- Hebeloma kuehneri Bruchet (1970)
- Hebeloma laetitiae Quadr. (1993)
- Hebeloma laevatum (Britzelm.) Sacc. (1895)
- Hebeloma lamelliconfertum Cleland (1934)
- Hebeloma latericolor Mont.
- Hebeloma lateritium Murrill
- Hebeloma latifolium P. Karst. (1898)
- Hebeloma latisporum A.H. Sm., V.S. Evenson & Mitchel (1983)
- Hebeloma leucosarx P.D. Orton (1960)
- Hebeloma levyanum Murrill (1946)
- Hebeloma lignicola Rick (1938)
- Hebeloma limacinum A.H. Sm., V.S. Evenson & Mitchel (1983)
- Hebeloma lindrothii P. Karst. (1898)
- Hebeloma litoreum Quadr. (1993)
- Hebeloma littenii A.H. Sm., V.S. Evenson & Mitchel (1983)
- Hebeloma longicaudum (Pers.) P. Kumm. (1871)
- Hebeloma longicaudum var. longicaudum (Pers.) P. Kumm. (1871)
- Hebeloma longicaudum var. radicatum Cooke (1886)
- Hebeloma longisporum Murrill (1945)
- Hebeloma lubriciceps (Kauffman & A.H. Sm.) Hesler & A.H. Sm. (1984)
- Hebeloma luchuense Fukiharu & Hongo (1995)
- Hebeloma lucidum Murrill (1946)
- Hebeloma lugens (Jungh.) Gillet
- Hebeloma lundqvistii Vesterh. (1993)
- Hebeloma luteobrunneum A.H. Sm., V.S. Evenson & Mitchel (1983)
- Hebeloma lutescentipes A.H. Sm., V.S. Evenson & Mitchel (1983)
- Hebeloma luteum Murrill

### Lettere M - R
- Hebeloma mackinawense Hesler & A.H. Sm. (1984)
- Hebeloma macrosporum Velen. (1920)
- Hebeloma magnimamma (Fr.) P. Karst. (1887)
- Hebeloma majale Velen. (1920)
- Hebeloma malenconii Bellù & Lanzoni (1988)
- Hebeloma malenconii Bellù & Lanzoni (1989)
- Hebeloma mammillatum Velen. (1939)
- Hebeloma mammosum Rick (1930)
- Hebeloma mammosum var. badipes Rick (1961)
- Hebeloma mammosum var. mammosum Rick (1930)
- Hebeloma marginatulum (J. Favre) Bruchet (1970)
- Hebeloma marginatulum var. fallax A.H. Sm., V.S. Evenson & Mitchel (1983)
- Hebeloma marginatulum var. marginatulum (J. Favre) Bruchet (1970)
- Hebeloma marginatulum var. proximum A.H. Sm., V.S. Evenson & Mitchel (1983)
- Hebeloma maritinum A.H. Sm., V.S. Evenson & Mitchel (1983)
- Hebeloma medianum (Britzelm.) Sacc. (1887)
- Hebeloma mediorufum Soop (2001)
- Hebeloma mentiens P. Karst.
- Hebeloma mesophaeum (Pers.) Quél. (1872)
- Hebeloma mesophaeum var. crassipes Vesterh. (1989)
- Hebeloma mesophaeum var. mesophaeum (Pers.) Fr. (1872)
- Hebeloma micropyramis Berk. & Broome
- Hebeloma minus Bruchet (1970)
- Hebeloma miserum Rick (1930)
- Hebeloma mitratum (Fr.) Sacc. (1887)
- Hebeloma montanum Cleland & Cheel (1918)
- Hebeloma monticola Vesterh. (1989)
- Hebeloma moseri Singer (1969)
- Hebeloma musivum (Fr.) Sacc. (1887)
- Hebeloma mutatum (Peck) Sacc. (1887)
- Hebeloma nanum Velen. (1939)
- Hebeloma naucorioides A.H. Sm., V.S. Evenson & Mitchel (1983)
- Hebeloma naufragum Speg.
- Hebeloma nauseosum (Cooke) Sacc. (1891)
- Hebeloma naviculosporum Heykoop, G. Moreno & Esteve-Rav. (1992)
- Hebeloma neurophyllum G.F. Atk.
- Hebeloma nigellum Bruchet (1970)
- Hebeloma nigricans Velen. (1920)
- Hebeloma nigromaculatum A.H. Sm., V.S. Evenson & Mitchel (1983)
- Hebeloma nitidum Hesler (1977)
- Hebeloma nudipes (Fr.) Gillet
- Hebeloma obscurum A.H. Sm., V.S. Evenson & Mitchel (1983)
- Hebeloma occidentale A.H. Sm., V.S. Evenson & Mitchel (1983)
- Hebeloma ochraceum W.F. Chiu (1973)
- Hebeloma ochroalbidum Bohus (1972)
- Hebeloma octavii Velen. (1939)
- Hebeloma oculatum Bruchet (1970)
- Hebeloma odoratissimum (Britzelm.) Sacc. (1895)
- Hebeloma odoratum Velen. (1920)
- Hebeloma olidum (Cooke & Massee) Sacc. (1887)
- Hebeloma ollaliense A.H. Sm., V.S. Evenson & Mitchel (1983)
- Hebeloma olympianum A.H. Sm., V.S. Evenson & Mitchel (1983)
- Hebeloma oregonense A.H. Sm., V.S. Evenson & Mitchel (1983)
- Hebeloma pallescens A.H. Sm., V.S. Evenson & Mitchel (1983)
- Hebeloma pallidifolium Murrill (1945)
- Hebeloma pallidoargillaceum A.H. Sm., V.S. Evenson & Mitchel (1983)
- Hebeloma pallidoluctuosum Gröger & Zschiesch. (1984)
- Hebeloma pallidomarginatum Peck
- Hebeloma pallidum P. Kumm. (1871)
- Hebeloma pallidum Malençon (1970)
- Hebeloma paludicola Murrill
- Hebeloma parcivelum A.H. Sm., V.S. Evenson & Mitchel (1983)
- Hebeloma parvifructum Peck
- Hebeloma pascuense Peck (1899)
- Hebeloma peckii Dearn. & House
- Hebeloma perangustisporium Hesler (1977)
- Hebeloma perfarinaceum A.H. Sm., V.S. Evenson & Mitchel (1983)
- Hebeloma perigoense A.H. Sm., V.S. Evenson & Mitchel (1983)
- Hebeloma perpallidum M.M. Moser (1970)
- Hebeloma perplexum A.H. Sm., V.S. Evenson & Mitchel (1983)
- Hebeloma petrakii (Hruby) Singer (1951)
- Hebeloma piceicola A.H. Sm., V.S. Evenson & Mitchel (1983)
- Hebeloma pinetorum A.H. Sm., V.S. Evenson & Mitchel (1983)
- Hebeloma pitkinense A.H. Sm., V.S. Evenson & Mitchel (1983)
- Hebeloma platense Speg. (1898)
- Hebeloma polare Vesterh. (1989)
- Hebeloma politum Hesler (1977)
- Hebeloma populinum Romagn. (1965)
- Hebeloma porphyrosporum Maire (1931)
- Hebeloma praecaespitosum A.H. Sm., V.S. Evenson & Mitchel (1983)
- Hebeloma praecox Murrill
- Hebeloma praefarinaceum Murrill (1938)
- Hebeloma praefelleum Murrill (1945)
- Hebeloma praefinitum (Britzelm.) Sacc. (1895)
- Hebeloma praelatifolium A.H. Sm., V.S. Evenson & Mitchel (1983)
- Hebeloma praeolidum A.H. Sm., V.S. Evenson & Mitchel (1983)
- Hebeloma praeviscidum Murrill (1946)
- Hebeloma proletaria Velen. (1920)
- Hebeloma proximum A.H. Sm., V.S. Evenson & Mitchel (1983)
- Hebeloma psammicola Bobus{?} (1978)
- Hebeloma psamminum Berk.
- Hebeloma psammocolum Bohus
- Hebeloma psammophilum Bon (1980)
- Hebeloma psammophilum Bon (1986)
- Hebeloma pseudofastabile A.H. Sm., V.S. Evenson & Mitchel (1983)
- Hebeloma pseudofastibile A.H. Sm., V.S. Evenson & Mitchel
- Hebeloma pseudomesophaeum A.H. Sm., V.S. Evenson & Mitchel (1983)
- Hebeloma pseudostrophosum A.H. Sm., V.S. Evenson & Mitchel (1983)
- Hebeloma pudica Hruby (1930)
- Hebeloma pumiloides A.H. Sm., V.S. Evenson & Mitchel (1983)
- Hebeloma pumilum J.E. Lange (1938)
- Hebeloma punctatiforme Hruby (1930)
- Hebeloma pungens A.H. Sm., V.S. Evenson & Mitchel (1983)
- Hebeloma pusillum J.E. Lange (1940)
- Hebeloma pyrophilum G. Moreno & M.M. Moser (1984)
- Hebeloma pyrrholepidum Mont.
- Hebeloma queletii Schulzer
- Hebeloma quercetorum Quadr. (1993)
- Hebeloma radicatum (Cooke) Maire (1908)
- Hebeloma radicosoides Sagara, Hongo & Y. Murak. (2000)
- Hebeloma radicosum (Bull.) Ricken (1911)
- Hebeloma remyi Bruchet (1970)
- Hebeloma repandum (Schumach.) Konrad & Maubl. (1937)
- Hebeloma riparium A.H. Sm., V.S. Evenson & Mitchel (1983)
- Hebeloma rivulosum Hesler (1977)
- Hebeloma rubrofuscum Velen. (1920)
- Hebeloma rubrum G.H. Otth

### Lettere S - Z
- Hebeloma salmonense A.H. Sm., V.S. Evenson & Mitchel (1983)
- Hebeloma sanjuanense A.H. Sm., V.S. Evenson & Mitchel (1983)
- Hebeloma sarcophyllum (Peck) Sacc. (1887)
- Hebeloma senescens (Batsch) Berk. & Broome (1882)
- Hebeloma sericipes Earle
- Hebeloma serratum (Cleland) E. Horak (1980)
- Hebeloma siennaecolor Petch (1925)
- Hebeloma simile Kauffman (1918)
- Hebeloma sinapizans (Fr.) Sacc. (1887)
- Hebeloma sinuosum (Fr.) Quél. (1873)
- Hebeloma smithii Quadr. (1987)
- Hebeloma sociale Peck
- Hebeloma solheimii A.H. Sm., V.S. Evenson & Mitchel (1983)
- Hebeloma sordescens Vesterh. (1989)
- Hebeloma sordidulum Peck
- Hebeloma sordidum Maire (1914)
- Hebeloma sordidum var. microsporum Saini & Atri (1985)
- Hebeloma sordidum var. sordidum Maire (1914)
- Hebeloma spoliatum (Fr.) Gillet (1874)
- Hebeloma sporadicum J.E. Lange (1938)
- Hebeloma squamulosum W.F. Chiu (1973)
- Hebeloma stanleyense A.H. Sm., V.S. Evenson & Mitchel (1983)
- Hebeloma stellatosporum Peck
- Hebeloma stenocystis J. Favre (1960)
- Hebeloma sterile (Jungh.) Sacc.
- Hebeloma stocseki (Schulzer) Sacc.
- Hebeloma suaveolens Velen. (1920)
- Hebeloma subannulatum A.H. Sm., V.S. Evenson & Mitchel (1983)
- Hebeloma subargillaceum A.H. Sm., V.S. Evenson & Mitchel (1983)
- Hebeloma subaustrale Murrill (1946)
- Hebeloma subboreale A.H. Sm., V.S. Evenson & Mitchel (1983)
- Hebeloma subcaespitosum Bon (1978)
- Hebeloma subcapitatum A.H. Sm., V.S. Evenson & Mitchel (1983)
- Hebeloma subcollariatum (Berk. & Broome) Sacc. (1887)
- Hebeloma subconcolor Bruchet (1970)
- Hebeloma subfastible Murrill (1945)
- Hebeloma subfastigiatum A.H. Sm., V.S. Evenson & Mitchel (1983)
- Hebeloma subhepaticum A.H. Sm., V.S. Evenson & Mitchel (1983)
- Hebeloma subincarnatum Murrill (1912)
- Hebeloma sublamellatum A.H. Sm., V.S. Evenson & Mitchel (1983)
- Hebeloma submelinoides (Kühner) Kühner (1980)
- Hebeloma subochraceum Peck
- Hebeloma subplatense J.E. Lange (1938)
- Hebeloma subrimosum A.H. Sm., V.S. Evenson & Mitchel (1983)
- Hebeloma subrubescens A.H. Sm., V.S. Evenson & Mitchel (1983)
- Hebeloma subsacchariolens A.H. Sm., V.S. Evenson & Mitchel (1983)
- Hebeloma subsaponaceum P. Karst. (1884)
- Hebeloma subscambum (Britzelm.) Sacc.
- Hebeloma substrophosum A.H. Sm., V.S. Evenson & Mitchel (1983)
- Hebeloma subtestaceum Murrill (1917)
- Hebeloma subtestaceum (Batsch) Kuyper (1986)
- Hebeloma subtortum P. Karst.
- Hebeloma subumbrinum A.H. Sm., V.S. Evenson & Mitchel (1983)
- Hebeloma subvatricosoides Murrill (1946)
- Hebeloma subviolaceum A.H. Sm., V.S. Evenson & Mitchel (1983)
- Hebeloma subzonatum Weinm. (1979)
- Hebeloma syrjense P. Karst.
- Hebeloma tenuifolium Romagn. (1985)
- Hebeloma termitaria De Kesel, Codjia & Yourou (2002)
- Hebeloma testaceum sensu NCL (1960)
- Hebeloma testaceum (Batsch) Quél. (1872)
- Hebeloma theobrominum Quadr. (1987)
- Hebeloma thomasianum Cooke
- Hebeloma tomoeae S. Imai (1938)
- Hebeloma tortuosum P. Karst.
- Hebeloma tottenii Murrill
- Hebeloma trachysporum Petch (1925)
- Hebeloma trinidadense A.H. Sm., V.S. Evenson & Mitchel (1983)
- Hebeloma truncatum (Schaeff.) P. Kumm. (1871)
- Hebeloma tumidulum (Britzelm.) Sacc.
- Hebeloma urbanicola A.H. Sm., V.S. Evenson & Mitchel (1983)
- Hebeloma utahense A.H. Sm., V.S. Evenson & Mitchel (1983)
- Hebeloma vaccinum Romagn. (1965)
- Hebeloma velatum Velen. (1920)
- Hebeloma veniferum Berk. & M.A. Curtis
- Hebeloma vernale Velen. (1920)
- Hebeloma verruculosum Murrill (1942)
- Hebeloma versipelle sensu NCL (1960)
- Hebeloma versipelle (Fr.) Gillet (1874)
- Hebeloma victoriae (Cooke & Massee) Pegler (1965)
- Hebeloma victoriense A.A. Holland & Pegler (1983)
- Hebeloma vinaceogriseum A.H. Sm., V.S. Evenson & Mitchel (1983)
- Hebeloma vinaceoumbrinum A.H. Sm., V.S. Evenson & Mitchel (1983)
- Hebeloma vinosophyllum Hongo (1965)
- Hebeloma violascens G.H. Otth
- Hebeloma virgatum Velen. (1920)
- Hebeloma weberi Murrill (1945)
- Hebeloma wellsiae A.H. Sm., V.S. Evenson & Mitchel (1983)
- Hebeloma wells-kemptoniae A.H. Sm., V.S. Evenson & Mitchel (1983)
- Hebeloma westraliense Bougher, Tommerup & Malajczuk (1991)
- Hebeloma xerophilum Rudn.-Jez. (1967)